# HCalendar
hCalendar (abreviatura de HTML iCalendar) es un estándar de microformato para mostrar una representación semántica en (X)HTML de la información de un calendario en formato iCalendar acerca de un evento, en páginas web, usando las clases de HTML y los atributos rel.
Permite que herramientas con analizadores sintácticos (como otros sitios web, o la extensión Operator de Firefox) extraigan los detalles del evento y los muestren usando otro sitio web, indexarlos, buscarlos, o cargarlos en un programa de calendarios o diarios.

## Ejemplo
Consideremos el siguiente ejemplo:
```
   La Wikipedia en inglés fue lanzada
   el 15 de enero de 2001 con una fiesta desde
   las 2 hasta las 4pm en
   la casa de Jimmy Wales
   (más información).

```

El marcado HTML podría ser:
```

<p>
   La Wikipedia en inglés fue lanzada
   el 15 de enero de 2001 con una fiesta desde
   las 2 hasta las 4pm en
   la casa de Jimmy Wales
    (<a href="http://en.wikipedia.org/wiki/History_of_Wikipedia">más
    información</a>)
</p>

```

Podemos agregar marcado hCalendar usando elementos HTML span
y las clases vevent, summary,
dtstart (start date), dtend (end date),
locación y url:
```

<p class="vevent">
    La <span class="summary">Wikipedia en inglés fue lanzada</span>
   el 15 de enero de 2001 con una fiesta desde
    <abbr class="dtstart" title="2001-01-15T14:00:00+06:00">las 2 </abbr>
    hasta las
    <abbr class="dtend" title="2001-01-15T16:00:00+06:00"> 4</abbr>pm en
    <span class="location">la casa de Jimmy Wales</span>
    (<a class="url"
    href="http://en.wikipedia.org/wiki/History_of_Wikipedia">más
    información</a>)
</p>

```

Nótese el uso del elemento abbr para contener formato de fecha y
hora legible para la máquina ISO8601, para las horas de comienzo y fin.
- Datos: Q306432